# Île Rangiwaea
L'île Rangiwaea est une île néo-zélandaise située dans la baie de Tauranga, au fond de la baie de l'Abondance.